# Hampartsum Boyadjian

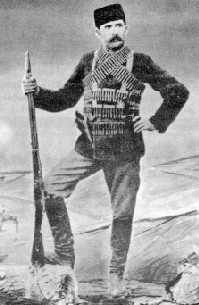
Hampartsum Boyadjian

Hampartsum Boyajian (armenisch Համբարձում Պօյաճեան Hambardzowm Pohachean; * 1867 in Xaçin, Kilikien, Osmanisches Reich; † 24. August 1915 in Kayseri, Vilâyet Ankara), auch bekannt unter seinem nom de guerre Murad oder Medz Murad („Murad der Große“), war ein armenischer Fedai und führender osmanischer Politiker der Huntschak-Partei.

## Biografie
Sein älterer Bruder war der Huntschakistenführer Medzn Girayr. Murad selbst trat der Huntschak-Partei bei, als er Medizinstudent in Konstantinopel war. 1890 nahm er an der Kumkapı-Demonstration teil. 1894 war er ein Anführer des Widerstandes von Sason. Er ermahnte die Bürger von Sasun, zur Verteidigung ihrer Berge und Häuser bis zum letzten Tropfen Blut zu kämpfen. Türkische Behörden inhaftierten und folterten ihn, und 1896 wurde Murad nach Tripolis exiliert. Während seines Exils wählte das Parteikonvent der Sozialdemokratischen Huntschakisten Murad zum Mitglied ihres Zentralkomitees. Murad war eine der beliebtesten Persönlichkeiten der armenischen Befreiungsbewegung, und mehrere Revolutionsgruppen setzten sich für seine Freilassung ein. 1906 flüchtete er aus dem Gefängnis und kehrte 1908 nach Konstantinopel zurück. Er wurde dann zum Mitglied des Osmanischen Parlaments für die Region Adana gewählt. 
Murad wurde am 24. April 1915 wie Tausende andere von der Jungtürkenregierung für unerwünscht erklärt. Er zählte zu den ersten, die bei der Deportation der armenischen Elite festgenommen wurden. Zu Beginn des Völkermords an den Armeniern wurde er im Gefängnis schwer gefoltert. Nach einem Gerichtsverfahren im Juli wurde er am 24. August 1915 mit zwölf seiner Freunde in Kayseri erhängt.
Von 1992 bis 1994 nahm ein Medzn-Mourad-Bataillon, geführt von Gevorg Guzelian, am Bergkarabachkonflikt teil.